# Léonard Daghelinckx
Gustave Léonard Daghelinckx (ur. 10 kwietnia 1900 w Borgerhout, zm. 3 marca 1986 tamże) – belgijski kolarz torowy, brązowy medalista olimpijski.

## Kariera
Największy sukces w karierze Léonard Daghelinckx osiągnął w 1924 roku, kiedy wspólnie z Jeanem Van Den Boschem, Fernandem Saivé i Henrim Hoevenaersem zdobył brązowy medal w drużynowym wyścigu na dochodzenie podczas igrzysk olimpijskich w Paryżu. Był to jedyny medal wywalczony przez Daghelinckxa na międzynarodowej imprezie tej rangi. Na tych samych igrzyskach wystartował również w wyścigu na 50 km, ale nie zajął miejsca w czołówce. Cztery lata wcześniej, na igrzyskach olimpijskich w Antwerpii wziął udział w sprincie i wyścigu tandemów, ale w obu konkurencjach odpadał we wczesnej fazie rywalizacji. Ponadto czterokrotnie zdobywał złote medale w sprincie amatorów na torowych mistrzostwach Belgii (1920, 1921, 1923 i 1924). Nigdy nie zdobył medalu na torowych mistrzostwach świata.